# El judío Süß (novela de 1925)
El judío Süß (título original en alemán Jud Süß) es una novela histórica de 1925 de Lion Feuchtwanger basada en la vida de Joseph Süß Oppenheimer.

## Trama
Feuchtwanger cuenta la historia de Süß Oppenheimer, un comerciante judío quien, debido a su talento excepcional para las finanzas y la política, se vuelve el consejero de finanzas más importante del Duque de Carlos Alejandro de Wurtemberg. Rodeado de enemigos celosos y llenos de odio, Süß ayuda al Duque a crear un Estado corrupto que los sumerge a ambos en inmensa riqueza y poder. Mientras tanto, Süß descubre que es el hijo ilegítimo de un respetado noble, pero decide continuar viviendo como judío, ya que le proporciona un enorme orgullo haber llegado tan alto a pesar de esto. El Duque, por su parte, llega a descubrir la hija escondida de su judío y, tratando de violarla, accidentalmente la mata. Süß se siente destrozado. Planea y ejecuta su venganza. Luego de incitar y exponer el plan del Duque para derrocar al Parlamento, enfureciendo a muerte al Duque, Süß descubre que nada hará regresar a su hija, y apáticamente se entrega. Se le encuentra inocente pero malévolamente y bajo la presión del pueblo es condenado a la horca. A pesar de ser su última oportunidad para salvarse, nunca revela sus orígenes nobles ni se convierte al cristianismo, y muere recitando el Shemá Israel, el rezo más importante del judaísmo.

## Adaptación cinematográfica
En 1934, Lothar Mendes dirigió una adaptación cinematográfica de la novela protagonizada por Conrad Veidt.